# ARM Cortex-A7

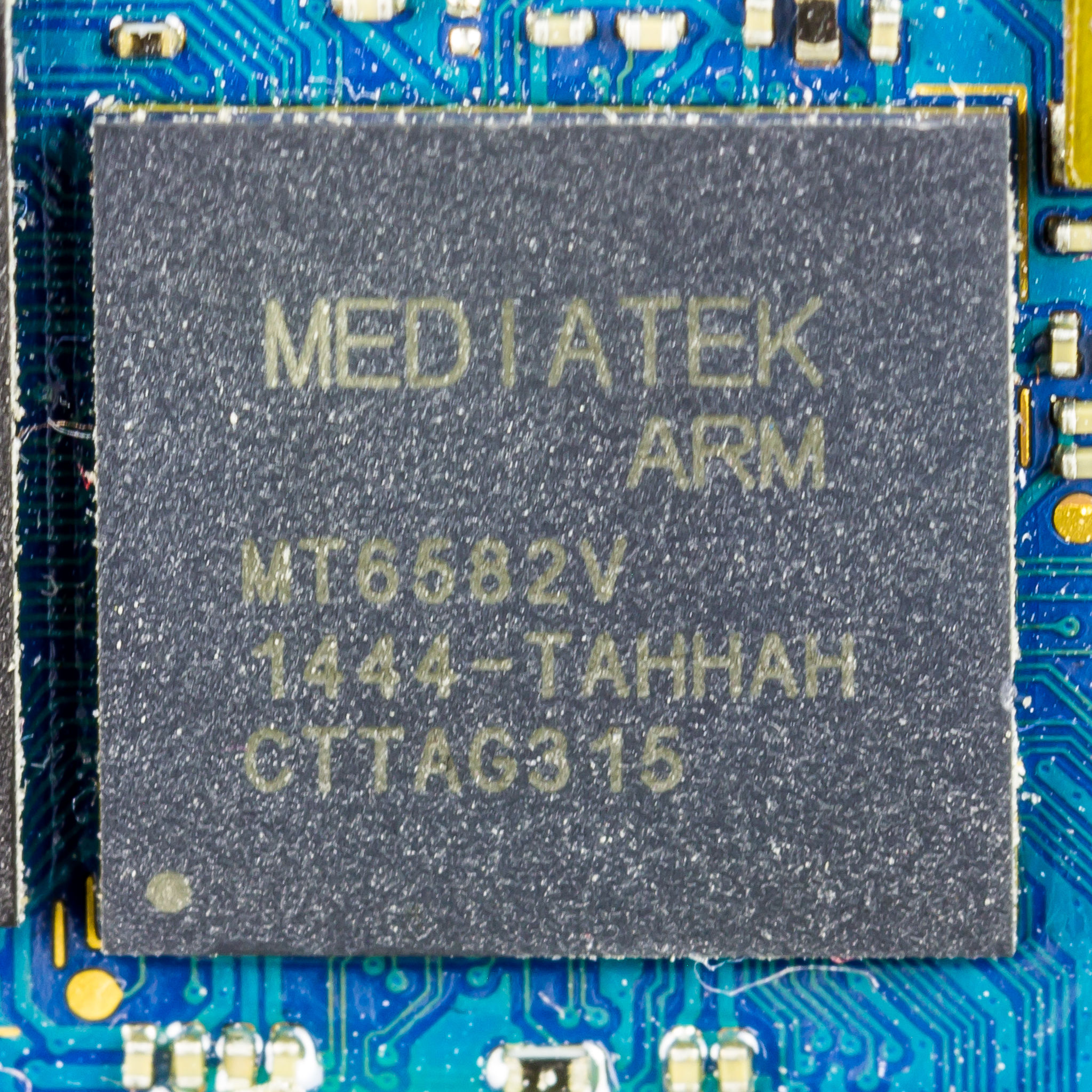
Mediatek MT6582V-

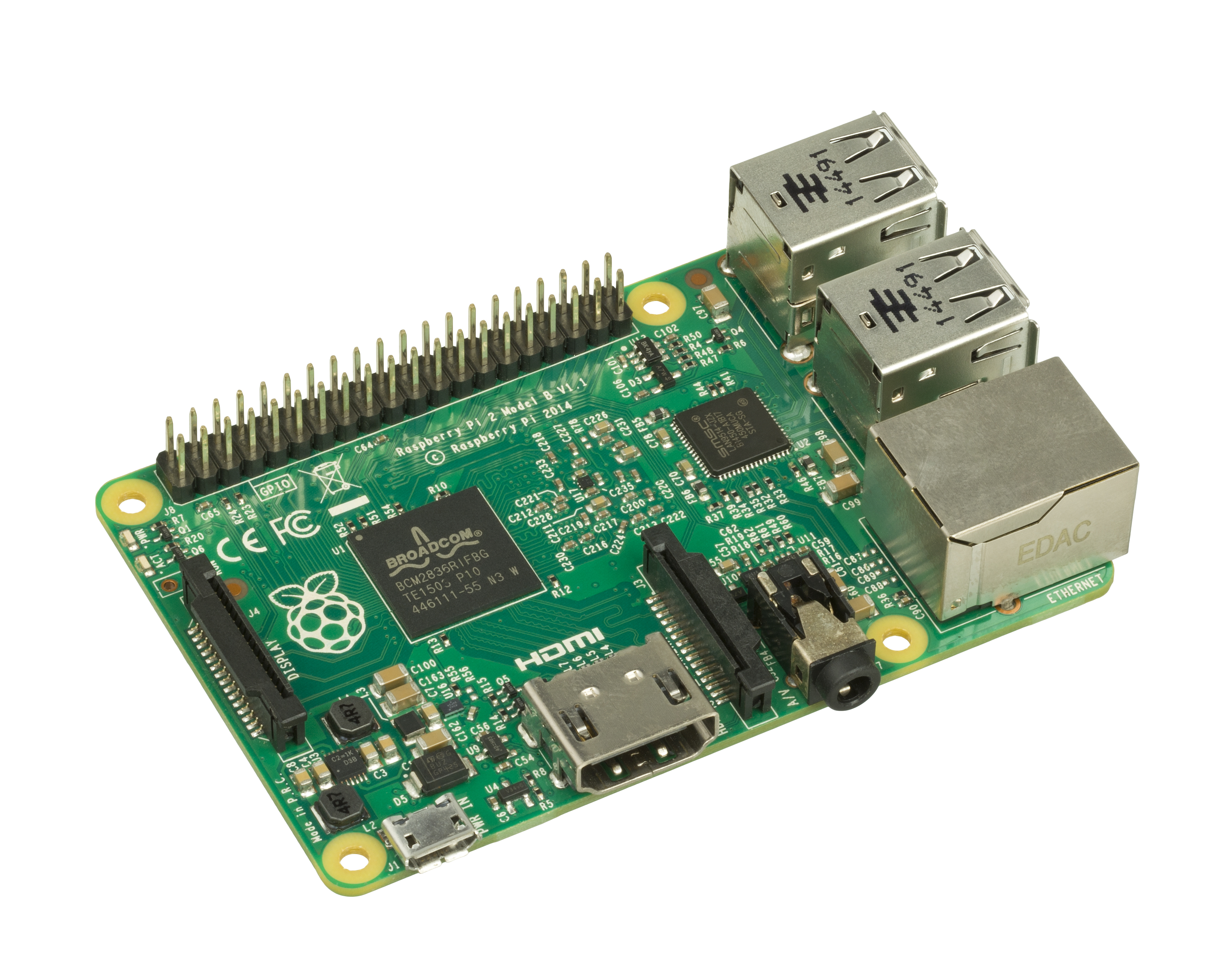
ARM Cortex-A7 на платформі Raspberry Pi 2

ARM Cortex-A7 —  ядро мікропроцесора, розроблене компанією ARM Holdings, реалізує 32-розрядну архітектуру набору команд ARM v7-A. З'явилося в кінці 2011 року.
Призначений для додатків, які вимагають управління віртуальною пам'яттю на високому рівні в ненавантажених операційних системах. Процесор використовується в широкому спектрі пристроїв: від смартфонів і мобільних телефонів до пристроїв промислового призначення.